# Strictly 4 My N.I.G.G.A.Z.
A Strictly 4 My N.I.G.G.A.Z. 2Pac, a nyugati parti rapper második stúdióalbuma, ami az Interscope Records kiadó gondozásában jelent meg, 1993. február 16-án. A jogokat immáron az Amaru Entertainment birtokolja.
Hasonlóan a 2Pacalypse Now című debütáló albumához, 2Pac ezúttal is nagyban kihangsúlyozza politikai és társadalmi nézeteit. A "Troublesome 21" című dal Shakur életkorára utal, mivel az album készítése-kiadása idejében 21 éves volt. Az album a Billboard 200 negyvennegyedik helyén nyitott, és az előzőnél lényegesen nagyobb kereskedelmi sikert aratott, valamint hangzása is változatosabb lett. Míg Tupac első lemezén nagy mértékben az underground, vagy indie-rap-orientált hangzás dominált, ez az album már igazi "áttörésnek" tekinthető. A "Keep Ya Head Up" és az "I Get Around" kislemezek sikerének köszönhetően elérte a platina státuszt.
A bakelit-kazetta változatokon az A-oldal (1-től a 8-as dalig) "Fekete Oldalként", a B-oldal (9-től a 16-os dalig) pedig "Sötét Oldalként" van megnevezve.
A lemez 2Pac tizedik legkelendőbb albuma, 2004-ig összesen 1,366,000 darabot adtak el belőle.

## Fogadtatás
- The Source (2/93, 69-70. old.) - 2.5 csillag - Good Plus - "...a '60-as évek fekete politikájának és a '90-es évek városi valóságának ötvözéseként 2Pac nem fél kimondani, amit gondol... Kiegyensúlyozottan beszél az utcai élet gengszter-tendenciájáról, éleselméjű kinyilatkoztatásokkal..."
- Melody Maker (5/1/93, 34. old.) - "2Pac izzó, igazi hardocore funk rímeket tol... Ez egy kalandos út az amerikai utcai életbe..."

## A dalok listája
| Kritikák          | Kritikák  |
| Forrás            | Értékelés |
| ----------------- | --------- |
| AllMusic          | 3.5/5     |
| Robert Christgau  | C link    |
| Los Angeles Times | link      |
| Rolling Stone     | 2004      |

|     | Cím                                                     | Producer(ek)                           | Hossz |
| --- | ------------------------------------------------------- | -------------------------------------- | ----- |
| 1.  | Holler If Ya Hear Me                                    | Stretch                                | 4:38  |
| 2.  | Pac's Theme (Interlude)                                 | The Underground Railroad               | 1:56  |
| 3.  | Point the Finga                                         | Big D The Impossible                   | 4:25  |
| 4.  | Something 2 Die 4 (Interlude)                           | 2Pac & Big D The Impossible            | 2:43  |
| 5.  | Last Wordz (featuring Ice Cube & Ice-T)                 | Bobby "Bobcat" Ervin                   | 3:36  |
| 6.  | Souljah's Revenge                                       | Bobcat                                 | 3:16  |
| 7.  | Peep Game (featuring Deadly Threat)                     | Bobcat                                 | 4:28  |
| 8.  | Strugglin' (featuring Live Squad)                       | Live Squad (Stretch, Majesty & K-Lowe) | 3:33  |
| 9.  | Guess Who's Back                                        | Edward "Special Ed" Archer             | 3:06  |
| 10. | Representin' 93                                         | Truman Jefferson                       | 3:34  |
| 11. | Keep Ya Head Up                                         | Daryl "DJ Daryl" Anderson              | 4:22  |
| 12. | Strictly 4 My N.I.G.G.A.Z.                              | Larry "Lay Law" Goodman                | 5:55  |
| 13. | The Streetz R Deathrow                                  | Stretch                                | 3:26  |
| 14. | I Get Around (featuring Shock G & Money-B)              | The D-Flow Production Squad            | 4:19  |
| 15. | Papa'z Song (featuring Wycked & Poppi)                  | Big D The Impossible                   | 5:25  |
| 16. | 5 Deadly Venomz (featuring Treach, Apache & Live Squad) | Stretch                                | 5:13  |

## Fel nem használt dalok
- 16 on Death Row (Az R U Still Down? (Remember Me) albumon az eredeti dal módosított változata található meg)
- When I Get Free (Az R U Still Down? (Remember Me) albumon egy alternatív változat található)
- Sucka 4 Love (Az R U Still Down? (Remember Me) remixelve)
- Nothin But Love (Az "I Get Around" kislemezen jelent meg, az eredeti változat módosított verziója megtalálható az R U Still Down? (Remember Me) albumon)
- I Wonder If Heaven Got a Ghetto (A "Keep Ya Head Up" kislemezen jelent meg, az R U Still Down? (Remember Me) remixelték)
- Changes '92 (A Greatest Hits albumon remixelve)
- Revenge Of A Soulja (Soldier Like Me Original Version) (A Loyal to the Game albumon remixelve)
- Black Cotton (A Loyal to the Game albumon remixelve)
- Flex (Kislemezként jelent meg)
- Don't Call Me, Bitch (Kiadatlan)
- Troublesome 21 (Eredeti címadó dal, a Def Jam's How to Be a Player Soundtrack albumon hallható)
- Cuz I Had 2 (Po Nigga Blues Original Version) (A Loyal to the Game albumon remixelve)
- Let Them Thangs Go (A R U Still Down? (Remember Me) albumon megváltoztatva)
- Still Don't Give A Fuck (Unreleased)
- Holler If Ya' Hear Me (Original 1992 Version) (featuring Live Squad) (Kiadatlan)
- Open Fire (Original) (Az R U Still Down? (Remember Me) albumon egy alternatív változat található)
- Thugz Get Lonely Too (Demo) (A Loyal to the Game albumon remixelve)
- The Hell Raiser (Kiadatlan)
- It Hurts the Most (ft. Mopreme & Stretch)
- Hellrazor (Más változat, más dalszöveggel)

## Kislemezek
| Kislemez információk |
| --- |
| "Holler If Ya Hear Me" - Megjelent: 1993. február 4.                                                                      |
| "I Get Around" - Megjelent: 1993. június 10. - A-oldal: "Nothing But Love"                                                |
| "Keep Ya Head Up" - Megjelent: 1993. október 28. - B-oldal: "Rebel of the Underground", "I Wonder If Heaven Got a Ghetto" |
| "Papa'z Song" - Megjelent: 1994. március 17. - B-oldal: "Peep Game", "Cradle to the Grave"                                |

## Lista helyezések

### Album
| Év   | Album                      | Helyezés      | Helyezés               |
| Év   | Album                      | Billboard 200 | Top R&B/Hip Hop Albums |
| 1993 | Strictly 4 My N.I.G.G.A.Z. | #24           | #4                     |

### Kislemezek
| Év   | Dal               | Helyezés          | Helyezés                         | Helyezés        | Helyezés        | Helyezés                           |
| Év   | Dal               | Billboard Hot 100 | Hot R&B/Hip-Hop Singles & Tracks | Hot Rap Singles | Rhythmic Top 40 | Hot Dance Music/Maxi-Singles Sales |
| 1993 | "I Get Around"    | #11               | #5                               | #8              | #7              | #2                                 |
| 1993 | "Keep Ya Head Up" | #12               | #7                               | #2              | #3              | #2                                 |
| 1994 | "Papa'z Song"     | #87               | #82                              | #24             | -               | -                                  |